# Georg Möbius

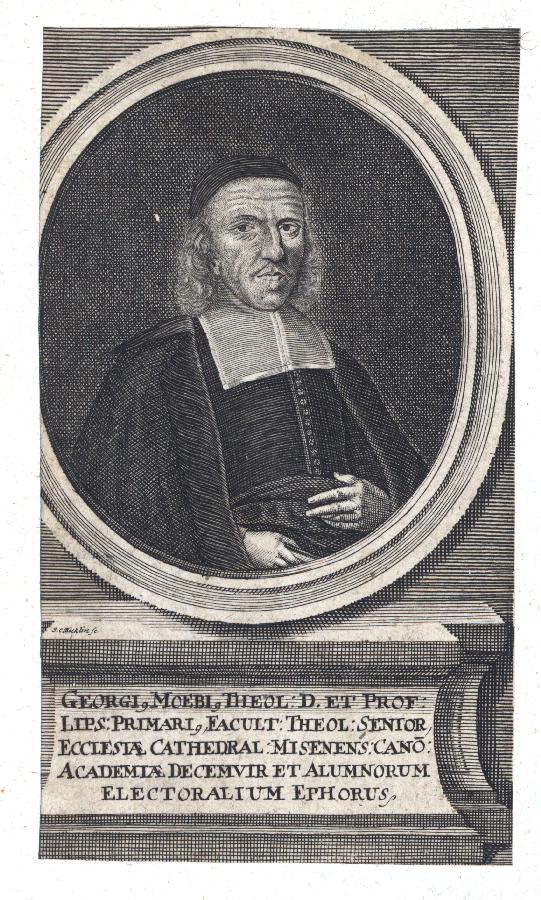
Georg Möbius

Georg Möbius (* 18. Dezember 1616 in Laucha; † 28. November 1697 in Leipzig) war ein deutscher lutherischer Theologe.

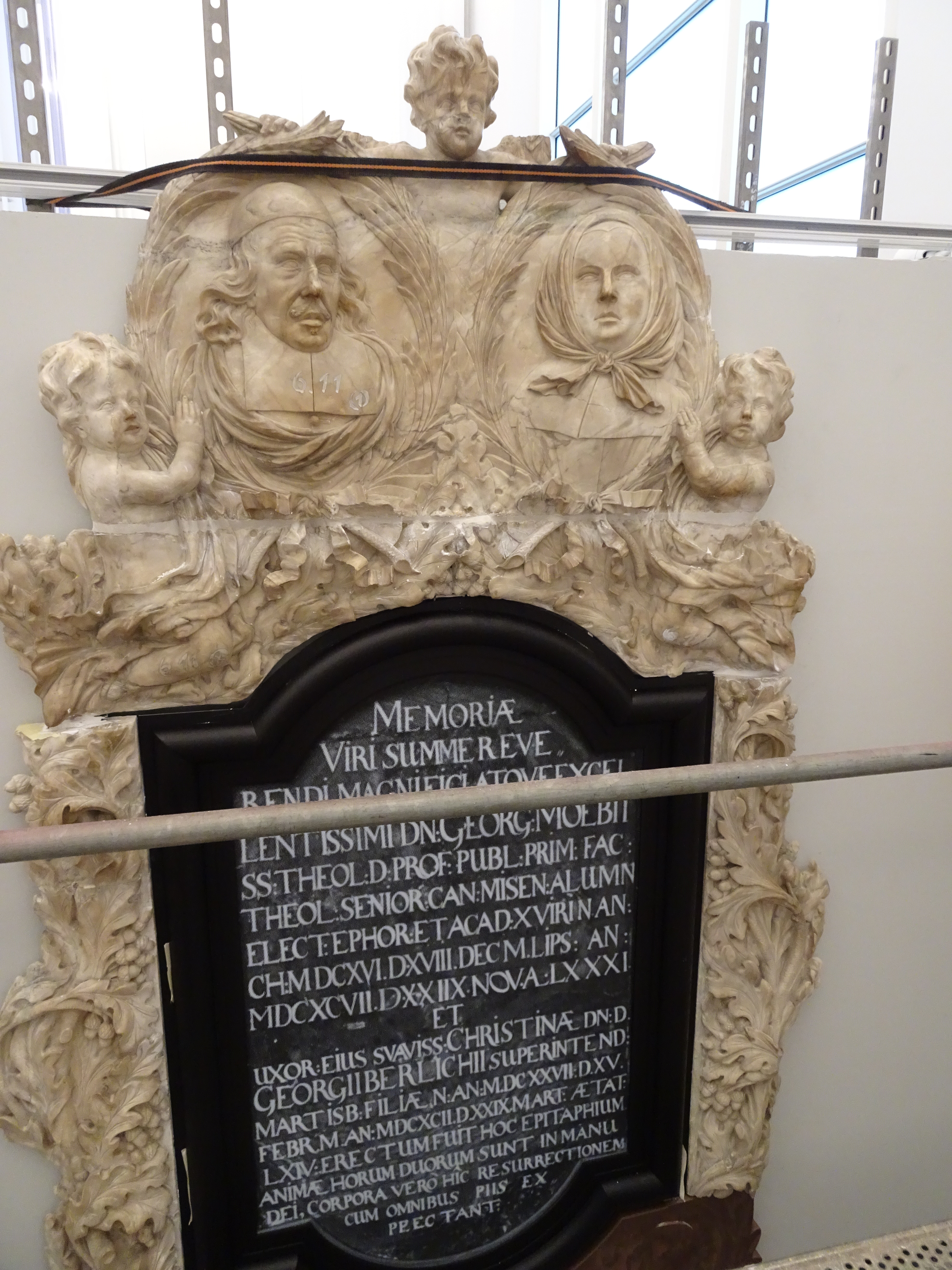
Detail des Epitaphs während der Montage mit dem Abbild von Georg Möbius

## Leben
Georg Möbius wurde als zweiter Sohn des Lauchaer Bürgermeisters und Stadtrichters Martin Möbius und der Maria Jenischin in Laucha an der Unstrut geboren. Nach dem Schulbesuch in Laucha und Pforta studierte er in Jena, wo er 1640 magistrierte, Leipzig (dort 1643 Bacchalaureus) und Breslau. Ab 1647 war er Rektor des Merseburger Domschule bzw. Stiftsgymnasiums bis 1668. 1657 erfolgte die Promotion zum Licentiaten der Theologie. Knapp zehn Jahre später (1668) folgte er dem Ruf nach Leipzig und wurde Ordinarius (zunächst auf der 4. Professur). Damit verbunden war auch seine Promotion zum Doktor der Theologie. Gleichzeitig war er Domherr zu Zeitz und Domherr des Stifts Meißen. 1683 schließlich war er Senior der Fakultät und 1. Ordinarius. Er erfüllte sechs Mal das Amt des Dekans (1671/72, 73/74, 77/78, [83/84 nach dem Tode von Johann Adam Schertzer], 84/85, 88/89, 92/93).
Möbius verfasste unter anderem 1668 die „Neue merseburgische Chronika“, die von G. L. Präger 1760 fortgesetzt und 1914 vom Verein für Heimatkunde in Merseburg neu veröffentlicht wurde. 1681 war er an der neuen Edition des Leipziger Gesangbuches beteiligt.
Als Professor engagierte er sich besonders für arme Studenten und stiftete zwei Stipendien. Für seine Heimatstadt Laucha sorgte er mit einem Stipendium, aus dem sowohl Kirchen- und Schulstellen finanziert wie auch Arme unterstützt werden sollten. Dem Lauchaer Hospital setzte er ein Stiftungskapital zum Holzerwerb ein.
Sein Bruder Gottfried Möbius war Doktor und Professor der Medizin in Jena.

## Familie
Verheiratet am 25. Januar 1648 mit Christina Berlich (* 15. Februar 1628 in Benndorf; † 29. März 1692 in Merseburg), Tochter des Superintendenten des Stifts Merseburg Georg Berlich (* 20. Mai 1600 in Frauenprießnitz; † 15. März 1671 in Merseburg) und der Maria († 5. April 1674 Merseburg), Tochter des Merseburger Dompredigers Vitus  Stephan (um 1580 in Lauchstedt; † 14. August 1611 in Merseburg) und der Elisabeth, Tochter des Superintendenten von Freyburg Johannes Babius. Aus dieser Ehe stammen drei Söhne und vier Töchter. Von den Kindern ist bekannt:
- Gottfried Möbius (* 1648) studierte Medizin
- Concordia Möbius († 9. Juli 1691)
- Maria Möbius (* 4. April 1652) verheiratet am 9. Mai 1671 mit dem Leipziger Professor und Lizentiaten der Theologie Anton Günther Heshusius
- Christina Möbius (* 8. April 1655) verh. 30. Mai 1675 mit dem Juristen am Leipziger Oberhofgericht Friedrich Tobias Möbius
- Georg Möbius (* 1. Juli 1657, † 24. Oktober 1657)
- Johann Möbius (* 4. April 1661) Bakkalaureus der Theologie und Assessor der Philosophischen Fakultät
- Elisabet Möbius (* 23. September 1664, † 5. Juli 1666)

## Epitaph

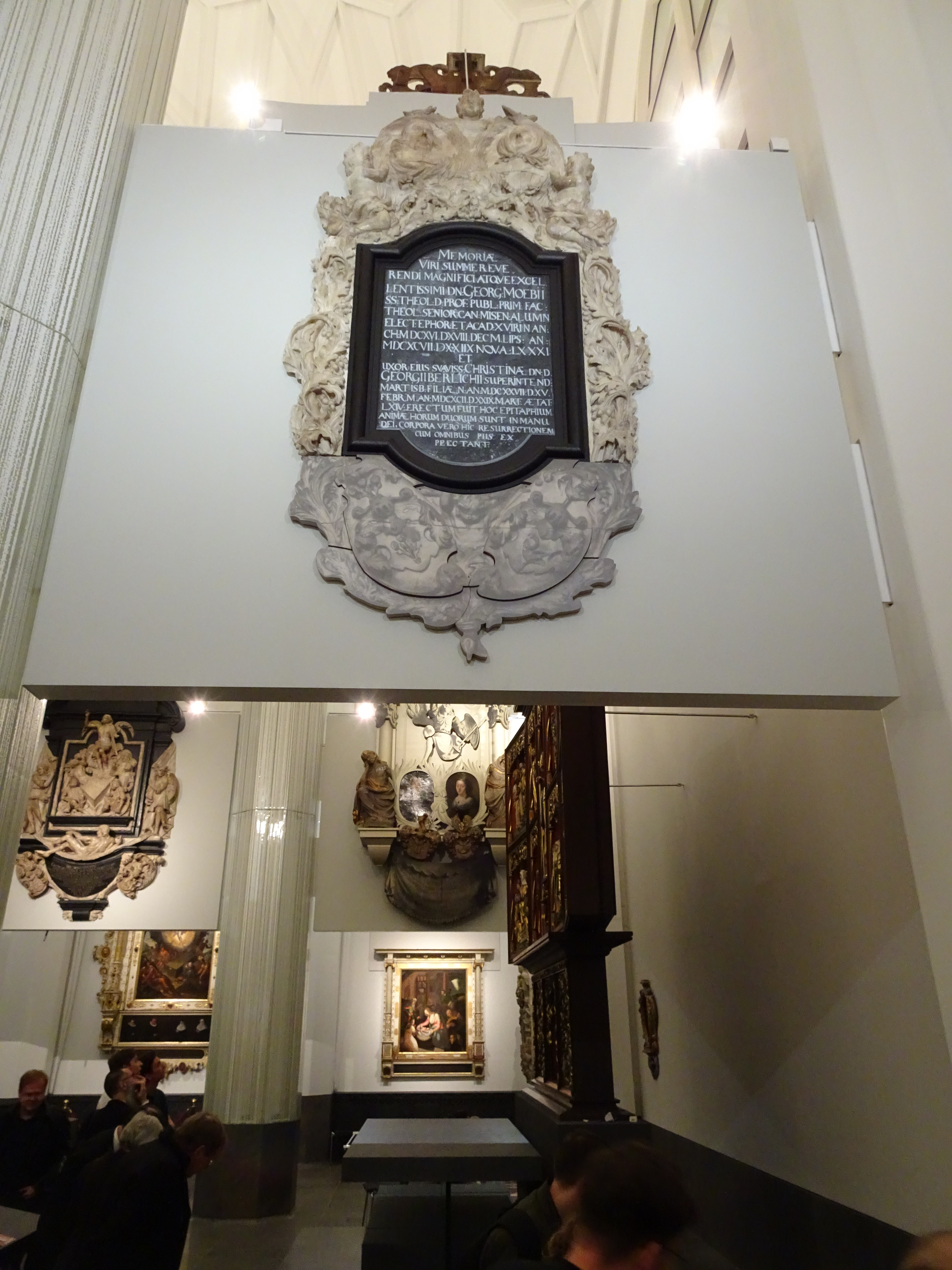
Epitaph für Georg Möbius und seine Frau Christine Berlich

Das Epitaph für Georg Möbius und seine Frau Christina Berlich befand sich zuletzt an der Südwand des Nordchores der Universitätskirche St. Pauli. Kurz vor deren Sprengung konnten das obere Teil sowie die Seiten des Alabasterrahmens gerettet werden. Ergänzt durch eine Nachbildung der Schrifttafel und des unteren Teils des Rahmens in eloxiertem Aluminium, welches mit einem gerasterten Foto des Epitaphs in Siebdruck bedruckt wurde, befindet es sich seit Ende August 2015 im nördlichen Seitenschiff des Neubaus der Universitätskirche St. Pauli.